# 粟飯原理咲
粟飯原 理咲（あいはら りさ、1974年3月 - ）は、日本の実業家。アイランド株式会社代表取締役。

## 来歴
大阪府生まれ。大阪府立北野高等学校を経て、筑波大学第一学群社会学類を卒業後、1996年にNTTコミュニケーションズに入社。先端ビジネス開発センターに勤務。その後、リクルートに転職し、次世代事業開発室や事業統括マネジメント室を経て、総合情報サイト「All About」のマーケティングプランナーに従事。
2003年7月、アイランド株式会社代表取締役に就任。同年、お取り寄せ情報サイト「おとりよせネット」をオープン。2005年には料理ブログのポータルサイト「レシピブログ」、2006年には朝のライフスタイルマガジン「朝時間.jp」、2012年にはキッチン付きイベントスペース「外苑前アイランドスタジオ」をオープンした。2015年、料理インスタグラマーコミュニティ「フーディーテーブル」を開始。 2021年、料理レシピや暮らしを豊かにするアイデアを発信する「フーディストノート」をリニューアルし、2023年におとりよせネットは創業20周年を迎えた。

## 人物
読書、美味しいものに目がない食いしん坊、本屋好き。

## 受賞歴
- 日経ウーマン「ウーマン・オブ・ザ・イヤー」
  - 2000年度ネット部門第1位[7][8]
  - 2003年度キャリアクリエイト部門第6位[8]

## 経歴
1996年4月 - NTTコミュニケーションズ株式会社入社。先端ビジネス開発センター勤務
2000年5月 - 株式会社リクルートへ転職。次世代事業開発室、事業統括マネジメント室を経て、ポータルサイト「All About」マーケティングプランナーに従事
2003年7月 - アイランド株式会社設立、代表取締役に就任（現職）
2019年6月 - ゆうちょ銀行社外取締役に就任

## 主なサービス
フーディストサービス
料理インフルエンサー・料理クリエイターの活動支援や、料理メディア・コミュニティの運営を行う。
フーディストノート - フーディストサービスのブランドメディア
レシピブログ - 料理ブログのポータルサイト
フーディストナビ - フーディストを起用した企画提案サービス
おとりよせネット
2003年7月にオープンした、日本最大級のお取り寄せ情報サイト。2023年に20周年を迎えた。
朝時間.jp
2006年にオープンした、朝のライフスタイルマガジン。
外苑前アイランドスタジオ
2012年にオープンした、キッチン付きのイベントスペース。料理教室やセミナーの開催、撮影、展示会など多目的に利用されている。